# Клуциус, Теодор
Дирк Аутгертсзоон Клейт (нидерл. Dirck Outgaertsz. Cluyt), известный также как Теодор Клуциус (лат. Theodorus Clutius; 1546—1598) — нидерландский фармацевт и ботаник XVI века. Помогал Карлу Клузиусу открыть Лейденский ботанический сад. Автор первой книги по пчеловодству на голландском языке.

## Биография
О жизни Дирка Клейта известно немного. Он родился в 1546 году, детство и молодость провел в Харлеме. О его родителях неизвестно ничего, кроме того, что отца звали Аутгерт. В Харлеме Клейт женился на Йосине Тейлинген (Josina Teylingen), которая происходила из внебрачной ветви благородной семьи Тейлинген. На тот момент Клейт уже был фармацевтом и имел определённый статус в обществе, что позволило ему осуществить этот брак.
После осады испанцами Харлема в 1572—1573 годах Клейт с женой бежали в Делфт. Там Клейт основал аптеку «In de Granaetappel», и вскоре прославился на всю Европу благодаря своим выдающимся знаниям о лекарственных травах. Его аптеку, которая располагалась на улице Вейнстрат (Wijnstraat), посещали ученые из соседних стран.
В 1584 году Питер ван Форест, персональный врач Вильгельма Оранского и одновременно племянник жены Клэйта, поручил последнему бальзамирование тела принца Вильгельма, убитого 24 июля 1584 года.
В 1593 году Дирка Клейта пригласили в Лейден: там его друг Карл Клузиуса имел основать первый в Нидерландах сад лекарственных растений. Так Клейт стал первым «hortulanus» — куратором будущего Лейденского ботанического сада.
В 1597 году Клейт, который на то время уже взял себе латинизированный псевдоним Теодор Клутиус, издал книгу «„Van de byen“» («О пчелах»), написанную в виде диалога Клэйта и Карла Клузиуса. Эта книга стала первым трудом по пчеловодству, изданной на нидерландском языке. В течение последующих веков книга неоднократно переиздавалась. Также Клуциус оставил сборник иллюстраций растений, высаженных в Лейденском ботаническом саду.
Умер в 1598 году. В 1994 году фонд семьи Клейт добился разрешения поставить в Лейденском ботаническом саду памятный камень в честь первого куратора сада — Дирка Клейта.